# Prix Caroline-Jouffroy-Renault
Le prix Caroline Jouffroy-Renault est un prix annuel de poésie créé par l'Académie française en 1934, disparu en 1967.

## Listes des lauréats

### Années 1930
- 1934 :
  - Jean Appleton pour La Halte au bord du lac (500 F)
  - Gaston Bourgeois pour Les Heures du soir (500 F)
  - Diane de Cuttoli pour La Houle des jours (500 F)
  - Henriette Herpin pour Hommage à l'amour inconnu (500 F)
  - Marie-Rose Michaud-Lapeyre pour Conscience (500 F)
  - Albert Tustes pour L’Estavelle du cœur (500 F)
  - Joseph Vassivière pour À fleur d'aile (500 F)
- 1935 :
  - F. Chadeyras pour Chants du soir (500 F)
  - Paul de Lacombe pour Aurores et crépuscules (500 F)
  - Louis Foisil pour La Chouette sur mon berceau (1 000 F)
  - Julien Guillemard pour Les Sirènes de l'estuaire (1 000 F)
  - Ernest Prévost pour L’Hosanna des quatre saisons (1 000 F)
- 1936 : Henry Dérieux pour Face à face (4 000 F)
- 1937 :
  - Dr Jean-Max Eylaud pour Images et pensées (500 F)
  - Jeanne Gallo-Borel pour Les Mystères du cœur (500 F)
  - Lucie Guillet pour L'Astre de chair (1 000 F)
  - M. L. Pasqualini pour Pages de gloire (500 F)
  - Albert Pestour pour Épîtres (1 500 F)
- 1938 :
  - Mme Marvig pour l'ensemble de son œuvre (3 000 F)
  - Gisèle Vallerey pour Itinéraire (1 000 F)
- 1939 : André Mary (3 600 F)

### Années 1940
- 1940 : Mme Renée Dulieu pour En Provence, visions d'Évangile (2 000 F)
- 1941 : 
  - André Blanchard pour l'ensemble de son œuvre (2 000 F)
  - Diane de Cuttoli pour l'ensemble de son œuvre (1 000 F)
  - Paul Flamant pour La Morte Abbaye (1 000 F)
- 1942 :
  - Pierre Arvel pour De ce monde qui passe (500 F)
  - Joseph Barrière pour Le Champ de seigle (500 F)
  - Simone Chevallier pour Délivrez-nous du mal (500 F)
  - Jean de la Jaline ou Charles Joubert pour Gerbes vaines (1 000 F)
  - Théo Martin pour L’Écrin de chair (500 F)
  - Antoine Rigaud pour Offrande à ma terre (1 000 F)
- 1943 :
  - André Blanchard pour Ligne de vie (1 000 F)
  - André Druelle pour France (6 000 F)
  - Marguerite Fontanes pour Les Voix du jardin (1 000 F)
- 1944 : 
  - Suzanne Buchot pour Comme une lampe ardente (2 500 F)
  - Jacques Godron pour Airs d'exil (1 000 F)
  - Jean Sarrailhé pour Crépuscule d'artiste (1 000 F)
- 1945 : Charles Melaye pour La Guirlande de ma Dame de Cléry (3 600 F)
- 1946 : 
  - Abbé Pierre Breyou (600 F)
  - Paul Carrier pour Le temps de le dire (1 000 F)
  - Philippe Chabaneix pour Musique des jours et des nuits (1 000 F)
  - M. de La Loge d'Ausson pour Les Devanciers (médaille)
  - Mme de Miramont (1 000 F)
  - M. Heureude pour Poèmes (médaille)
- 1947 : Louis Planté pour La route de ma peine (2 600 F)
- 1948 : Danielle Hemmert pour L'ombre du Dieu (2 600 F)
- 1949 : 
  - Andrée-Gabrielle Berry pour L'Or et la Neige (1 000 F)
  - Yves Bescou pour Poésies choisies (500 F)
  - Auguste-Pierre Garnier pour Solitude aux vergers (500 F)
  - Danielle Hemmert pour L'ombre du Dieu (2 600 F)

### Années 1950
- 1950 : 
  - Anne Fontaine pour Le premier jour (1 000 F)
  - Mme Camille Pedrega pour Poèmes d'un sou (600 F)
- 1951 : 
  - Yves Kervor pour Cocktail (850 F)
  - Jean-Marc Langlois-Berthelot pour Amours sacrés, amours profanes (850 F)
  - Pierre Laurent pour L'île de lumière (850 F)
  - Pierre Roudière pour Le visage mutilé (850 F)
- 1952 : 
  - Géraud d’Aligny pour Sources et cascades (1 000 F)
  - Louis Amargier pour La chanson du Gévaudan (1 000 F)
  - Raoul Cambiaggio pour En suivant l'Huveaune (1 000 F)
  - Colette Daugny pour Chants du silence (1 000 F)
  - Colette Lièvre-Brizard pour Poèmes (1 000 F)
  - Madeleine Stammler pour Mon chant de solitude (1 000 F)
- 1953 : 
  - Jean Camp pour De mes treilles (1 000 F)
  - Charles Carrière pour Solitude en Rouergue (1 000 F)
  - Marie Cossa pour Solitudes (1 000 F)
  - Armand Got pour Suite périgorde (1 000 F)
  - Lise Laurent-Martin pour Le chant des saules (1 000 F)
  - Charles Toulègue pour Poèmes sans soleil (1 000 F)
- 1954 :
  - Jacques Baroche pour Chants d’amour (1 000 F)
  - Ferdinand Breysse pour Suite en bleu (1 000 F)
  - Hélène de Fitz-James pour Poésies (2 000 F)
  - Maxime Gam pour Sous les sept signes (1 000 F)
  - Renée Mauger-Kauffmann pour Fleurs et Légendes (1 000 F)
  - Jean Sylvaire pour D’amour et de raison (1 000 F)
- 1955 :
  - Andrée Koziorowicz pour Nostalgie de la mer (2 000 F)
  - Alys Le Gigan Des Portes pour Des reflets, des pétales (2 000 F)
  - Félix Léon pour Méditations poétiques (2 000 F)
  - Raymond de Vries pour Les Prédestinées (médaille)
- 1956 :
  - René d'Alsace pour Le Cortège des ombres (2 000 F)
  - Alliette Audra pour Ce que disent les souffles (5 000 F)
  - Andrée-Gabrielle Berry pour Le petit pain de cendre (2 000 F)
  - Colette Daugny pour Les moissons ardentes (1 000 F)
  - Mireille Ducos pour La porte ouverte (2 000 F)
  - Amédée Dupont pour Vals de Loire (1 000 F)
  - Madeleine Hivert pour La source couverte d’ombre (1 000 F)
  - Mlle Maïse Ploquin pour Carnet secret (1 000 F)
  - Jean Siquier pour Cantal, mon vieux pays (1 000 F)
- 1957 :
  - Paul Lebois pour Nostalgies. La Mer (3 000 F)
  - André Nicolas pour Je ne suis pas si vilaine (3 000 F)
- 1958 : Jean Fontanié pour Les présents du silence (10 000 F)
- 1959 : Christine Barralon pour Chansons dans la cendre (10 000 F)

### Années 1960
- 1961 : Andrée-Gabrielle Berry pour Le tombeau de Micheline (250 F)
- 1962 : Marguerite Durand-Viel Rousseau pour La Cité marine (250 F)
- 1963 : Madeleine Caplain pour La clé des champs (250 F)
- 1964 : Armen Lubin pour Feux contre feux (500 F)
- 1965 : Claude Michel Cluny pour Désordres (250 F)
- 1967 : Marie-Thérèse Poillera pour Les trois saisons (250 F)